# Brunettia tenuistyla
Brunettia tenuistyla és una espècie d'insecte dípter pertanyent a la família dels psicòdids que es troba a Nova Guinea.